# Ulrich Skambraks
Ulrich Skambraks (* 9. Februar 1954) ist ein deutscher evangelikaler Journalist und Herausgeber des monatlichen Nachrichtenblattes Topic.

## Leben und Wirken
Ulrich Skambraks ist als Journalist tätig, seitdem er als Bahnbeamter vorzeitig in den Ruhestand trat. Mehrere seiner Bücher befassen sich mit den Auswirkungen der Esoterik, insbesondere Vorsicht Geistheilung! und Der Griff nach unseren Kindern.
1986 führte er ein Interview mit dem deutschen Schriftsteller Michael Ende, in dem dieser behauptete, eine Baumgottheit („Oliven-Dryas“) habe ihm bei der Arbeit an seinen Erfolgswerken Momo und Die unendliche Geschichte beigestanden.
Ulrich Skambraks ist Mitbegründer der Kindermission Siegerland. Er ist Mitglied im Vorstand des Evangelischen Gemeinschaftsverbands Siegerland-Wittgenstein, der wiederum Mitglied des Gnadauer Verbands ist.
Skambraks ist Inhaber des Verlages Ulrich Skambraks GbR in  Kreuztal und seit 1993 Herausgeber des von Klaus Gerth begründeten zeitgeistkritischen Monatsblattes Topic, das „Informationen und Meinungen zum Zeitgeschehen aus biblischer Sicht“ anbietet.
Ulrich Skambraks ist verheiratet und lebt in Kreuztal.

## Veröffentlichungen
Monographien
- Vorsicht Geistheilung! Was die Wunderheiler verschweigen. Schulte und Gerth, Aßlar 1987, ISBN 3-87739-396-9.
- mit Kathrin Ledermann: Der Griff nach unseren Kindern. Einblicke in ein (un)heimliches Erziehungsprogramm. 9. Auflage. Schulte und Gerth, Aßlar 1995, ISBN 3-89437-093-9.
- mit Reinhard Franzke, Dieter Velten: Mandalas – Hilfe oder Gefahr für den Glauben? Stellungnahmen zu einem kontroversen Thema. idea, Wetzlar 1999.
- mit Lothar Gassmann, Hans Werner Deppe, Reinhard Franzke: Kleines Ökumene-Handbuch. Herausgegeben von der Arbeitsgemeinschaft für Religiöse Fragen. MABO, Schacht-Audorf 2005, ISBN 3-9810275-2-3.

Aufsätze
- Übersinnliches ist „in“. In: ideaSpektrum. Heft 42/1986, S. 3f.

Tonträger
- New Age – die Lust auf das Jenseits. Kompakt-Kassette. ERF, Wetzlar, Herrliberg, Wien 1988/1992.
- Überblick von Vorträgen von Skambraks als MP3 herunterladbar